# Arichanna percontraria
Arichanna percontraria är en fjärilsart som beskrevs av Eugen Wehrli 1939. Arichanna percontraria ingår i släktet Arichanna och familjen mätare. Inga underarter finns listade i Catalogue of Life.